# Kolbensjön
Kolbensjön är en sjö i Härjedalens kommun i Härjedalen och ingår i Ljusnans huvudavrinningsområde. Sjön har en area på 0,132 kvadratkilometer och ligger 830,7 meter över havet.

## Delavrinningsområde
Kolbensjön ingår i det delavrinningsområde (693226-134802) som SMHI kallar för Mynnar i Lossen. Medelhöjden är 792 meter över havet och ytan är 14,82 kvadratkilometer. Det finns inga avrinningsområden uppströms utan avrinningsområdet är högsta punkten. Kolbensbäcken som avvattnar avrinningsområdet har biflödesordning 2, vilket innebär att vattnet flödar genom totalt 2 vattendrag innan det når havet efter 371 kilometer. Avrinningsområdet består mestadels av skog (90 procent). Avrinningsområdet har 0,31 kvadratkilometer vattenytor vilket ger det en sjöprocent på 2,1 procent.